# 蒂耶尔区
蒂耶尔区（法語：Arrondissement de Thiers），又译梯也尔区，是法国奧弗涅-羅訥-阿爾卑斯大區多姆山省所辖的一个区。总面积853.5平方公里，总人口56282，人口密度66人/平方公里（2018年）。主要城镇为蒂耶尔。

## 辖区
蒂耶尔区辖有44个市镇。